# Cedar Rapids
Cedar Rapids é a segunda cidade mais populosa do estado norte-americano do Iowa e sede do Condado de Linn. Foi incorporada em 1849. Com mais de 137 mil habitantes, de acordo com o censo nacional de 2020, é a 201ª mais populosa do país.
Geograficamente, é cortada pelo rio Cedar e situa-se 32 km ao norte de Iowa City e 160 km a nordeste de Des Moines, a capital e maior cidade do estado de Iowa. É um centro para as artes e cultura no leste de Iowa, com a cidade abrigando o Museu de Artes de Cedar Rapids, o Museu e Biblioteca Nacional Tcheco e Eslovaco, o Teatro Paramount, o Museu Afro-Americano de Iowa, dentre outras atrações. A cidade também é conhecida por ser a cidade natal do ator Ashton Kutcher.

## Geografia
De acordo com o Departamento do Censo dos Estados Unidos, a cidade tem uma área de 189,8 km², dos quais 186,7 km² estão cobertos por terra e 3,1 km² (1,6%) por água.

## Demografia
Desde 1900, o crescimento populacional médio, a cada dez anos, é de 15,6%.

### Censo 2020
De acordo com o censo nacional de 2020, a sua população é de 137 710 habitantes e sua densidade populacional é de 737,4 hab/km². Seu crescimento populacional na última década foi de 9,0%, acima do crescimento estadual de 4,7%. É a segunda cidade mais populosa do Iowa e a 201ª mais populosa dos Estados Unidos.
Possui 62 398 residências que resulta em uma densidade de 334,1 residências/km² e um aumento de 9,1% em relação ao censo anterior. Deste total, 6,8% das unidades habitacionais estão desocupadas. A média de ocupação é de 2,4 pessoas por residência.

### Censo 2010
Segundo o censo nacional de 2010, a sua população era de 126 326 habitantes e sua densidade populacional de 688,9 hab/km². A cidade possuía 57 217 residências que resultava em uma densidade de 312,0 residências/km².

## Pessoas notáveis
- Ashton Kutcher, ator, produtor e empresário
- Carl Van Vechten, escritor e fotógrafo
- Elijah Wood, ator, DJ e produtor
- Ron Livingston, ator
- Terry Farrell, atriz
- Trent Green, jogador de futebol americano